# Aeroportul Internațional Ostafyevo
Aeroportul Internațional Ostafyevo (IATA: OSF, ICAO: UUMO) este un aeroport din Novomoskovsky Administrative Okrug⁠(d), Moscova, Rusia ce deservește zona Moscova. Aeroportul a fost tranzitat în 2017 de 7.700 de pasageri. A fost deschis în 2000.
Situat la o altitudine de 173 m, aeroportul dispune de 1 pistă. Este operat de Gazprom Avia⁠(d).

## Infrastructură

### Piste
Aeroportul dispune de o singură pistă. Pista 07/25 are suprafața de beton și dimensiunile 2.050 m × 48 m. 